# Heinrich Henne (Ingenieur)
Heinrich Henne (* 28. Januar 1865 in Dresden; † 26. April 1945 in München) war ein deutscher Brandschutztechniker und Hochschullehrer.
1909 berief ihn die TH Aachen zum Dozenten für das neugeschaffene Fach Feuerversicherungstechnik; später erfolgte die Verleihung der Professur und die Errichtung eines eigens geschaffenen Lehrstuhls.
1921 wurde er zum Direktor der Deutschen Feuerversicherungs-Vereinigung in Berlin ernannt. 
Henne veröffentlichte zahlreiche Werke zum Thema Brandschutz. Einer seiner Schüler war Franz Hepp.
Für seine Verdienste wurde Henne 1935 zum Dr. Ing. E. h. der RWTH Aachen ernannt. 1962 stiftete die Vereinigung zur Förderung des Deutschen Brandschutzes e. V. ihm zu Ehren die Heinrich-Henne-Medaille.